# بلاي ستيشن كاميرا
بلاي ستيشن كاميرا هي كاميرا رقمية خاصة بجهاز بلاي ستيشن 4.تعرف على الحركة لمعالجة الصورالملتقطة بالكاميرا. تسمح هذه التقنية للتفاعل مع اللعبة باستخدام الحركة والألوان والأصوات.أعلن عنها في معرض معرض الترفيه الإلكتروني سنة 2013.تأتي عند توصيلها بجهاز بلاي ستيشن 4 مع لعبة مجانية تدعى PlayRoom تظهر للمستخدم ميزات الكاميرا.